# 菲丁希爾斯 (麻薩諸塞州)
菲丁希爾斯（英語：Feeding Hills）是位於美國麻薩諸塞州漢登縣的一個非建制地區。

## 地理
菲丁希爾斯所處的海拔為高於海平面66米（即217英呎），而該地所採用的時區為UTC-5，即北美东部時區（EST）。同時該地設有夏令時間，為UTC-5調快一小時，即UTC-4（EDT）。